# 金敬道
金敬道（中国朝鲜语：／*/?；1992年11月18日—），中國朝鮮族，是中国足球运动员，曾为中国国青队队长。目前被证实参与赌球，正在被调查中。

## 职业生涯
2009年6月，金敬道入选由宿茂臻执教的中国国青队并被指定为国青队的队长。他在亚青赛预赛表现出色，并在和朝鲜国青队的比赛中打进一球，帮助中国国青队晋级正选赛。
2010年，金敬道被提升到延边的一线队阵容，并在4月17日代表延边队首次在联赛中出场，帮助球队主场1比0击败广东日之泉，金敬道在处子赛季为延边队出场14次打进1球。2011赛季，金敬道成为球队的绝对主力，联赛出场23次，打进3球。
2010年10月，金敬道又代表中国国青队参加在山东淄博展开的2010年亚洲U19青年足球锦标赛，在小組賽面對敘利亞的比賽中個人獨中兩元，協助球隊提早出線。
2011年3月26日，金敬道在中国队和哥斯达黎加的友谊赛中替补马冲冲出场，迎来自己在国家成年队的首秀。
2011年12月，沈阳沈北宣布从成功延边队引进金敬道並签约五年，转会费230万。2013年2月27日，中超球队山东鲁能宣布签入金敬道，有报道称转会费为800万元人民币，年薪100万元人民币左右。
2016年9月9日，亚洲足联宣布金敬道因在8月23日亚冠联赛四分之一决赛山东鲁能与首尔FC第一回合比赛前接受药检时检出俗称“瘦肉精”的物质克伦特罗，遭到暂时禁赛60天的处罚。随后，亚足联又公布了纪律委员会处罚决定，山东鲁能俱乐部球员金敬道因药检呈阳性，累计被停赛8个月。处罚决定说，金敬道违反了亚足联的反禁药规定，他的停赛期为2016年9月9日至2017年5月8日。在此期间，他被禁止从事任何与足球相关的活动，包括参加国内、国际、甚至是友谊赛。同年12月16日亚洲足联官方宣布金敬道的禁赛已在12月8日结束。
2021年，为备战3月开踢的卡塔尔世预赛亚洲区40强赛下半程比赛，中国男足将于1月22日至2月10日在海口展开2021年首期集训，他入选27人名单。
2023年3月17日，金敬道在上海被警方带走調查。2024年9月，因参与足球领域“假赌黑”，金敬道等43人被终身禁止在中国境内从事任何与足球有关的活动。

## 荣誉

### 俱乐部

#### 山东泰山
- 中国足球超级联赛冠军：2021
- 中国足协杯：2014、2020、2021、2022
- 中国足球协会超级杯：2015

### 个人
- 中国足球协会年度最佳新人：2013